# Списак музичких албума објављених у 2025. години
Овај чланак садржи списак музичких албума који су објављени током 2025. године.

## Фебруар
| Датум       | Извођач(и)        | Назив албума | Изв.  |
| ----------- | ----------------- | ------------ | ----- |
| 7. фебруар  | Dream Theater     |              | [ 1 ] |
| 21. фебруар | Killswitch Engage |              | [ 1 ] |

## Март
| Датум    | Извођач(и)      | Назив албума | Изв.  |
| -------- | --------------- | ------------ | ----- |
| 7. март  | Jethro Tull     |              | [ 2 ] |
| 21. март | Cradle of Filth |              | [ 2 ] |
| 28. март | Will Smith      |              | [ 2 ] |

## Мај
| Датум   | Извођач(и)       | Назив албума | Изв.  |
| ------- | ---------------- | ------------ | ----- |
| 2. мај  | The Flower Kings |              | [ 3 ] |
| 9. мај  | Behemoth         |              | [ 3 ] |
| 23. мај | Hinder           |              | [ 3 ] |

## Јун
| Датум   | Извођач(и) | Назив албума | Изв.  |
| ------- | ---------- | ------------ | ----- |
| 6. јун  | Lil Wayne  |              | [ 4 ] |
| 13. јун | Buckcherry |              | [ 4 ] |